# Gommenec'h
Gommenec'h é uma comuna francesa na região administrativa da Bretanha, no departamento Côtes-d'Armor. Estende-se por uma área de 11,69 km². Em 2010 a comuna tinha 566 habitantes (densidade: 48,4 hab./km²).